# Великий Кобелячок
Вели́кий Кобеля́чок — село в Україні, у Новосанжарській селищній громаді Полтавського району Полтавської області. Населення становить 659 осіб. До 2020 орган місцевого самоврядування — Великокобелячківська сільська рада.

## Географія
Село Великий Кобелячок знаходиться на берегах річки Великий Кобелячок, вище за течією на відстані 0,5 км розташоване село Горобці, нижче за течією на відстані 4 км розташоване село Марківка. Річка в цьому місці пересихає, на ній зроблено кілька загат.

## Історія
За даними на 1859 рік у власницькому та козацькому хуторі Кобеляцького повіту Полтавської губернії, мешкало 3505 осіб (1695 чоловічої статі та 1810 — жіночої), налічувалось 719 дворових господарств, існувала сільська розправа.
Станом на 1900 рік хутір був центром Великокобеляцької волості.
12 червня 2020 року, відповідно до розпорядження Кабінету Міністрів України № 721-р «Про визначення адміністративних центрів та затвердження територій територіальних громад Полтавської області», село увійшло до складу Новосанжарської селищної громади.
17 липня 2020 року, в результаті адміністративно - територіальної реформи та ліквідації Новосанжарського району, село увійшло до складу новоутвореного Полтавського району Полтавської області.

## Економіка
- ПАФ «Кобелячок».

## Об'єкти соціальної сфери
- Школа.
- Будинок культури.

## Відомі люди

### Народились
- Глухов Микола Володимирович — інженер, колишній мер Кременчука.
- Іваненко Дмитро Олексійович — український і російський письменник, журналіст.
- Нечипоренко Євген Петрович — доктор технічних наук, професор, педагог, винахідник, завідувач кафедри матеріалів реакторобудування фізико-технічного факультету Харківського національного університету імені В. Н. Каразіна (1976—1996).

## Галерея

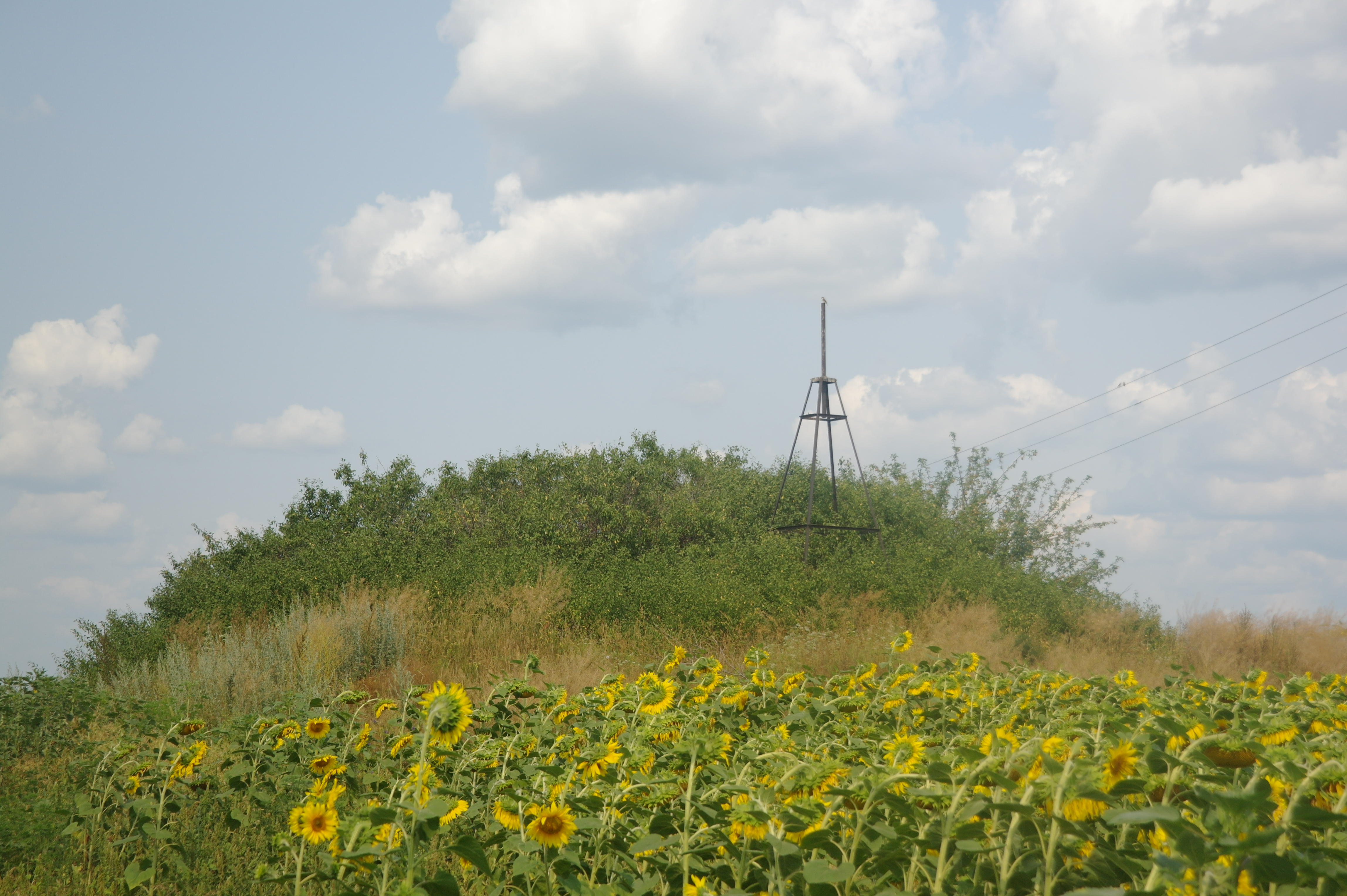
Геодезичний знак на півдні Великого Кобелячку
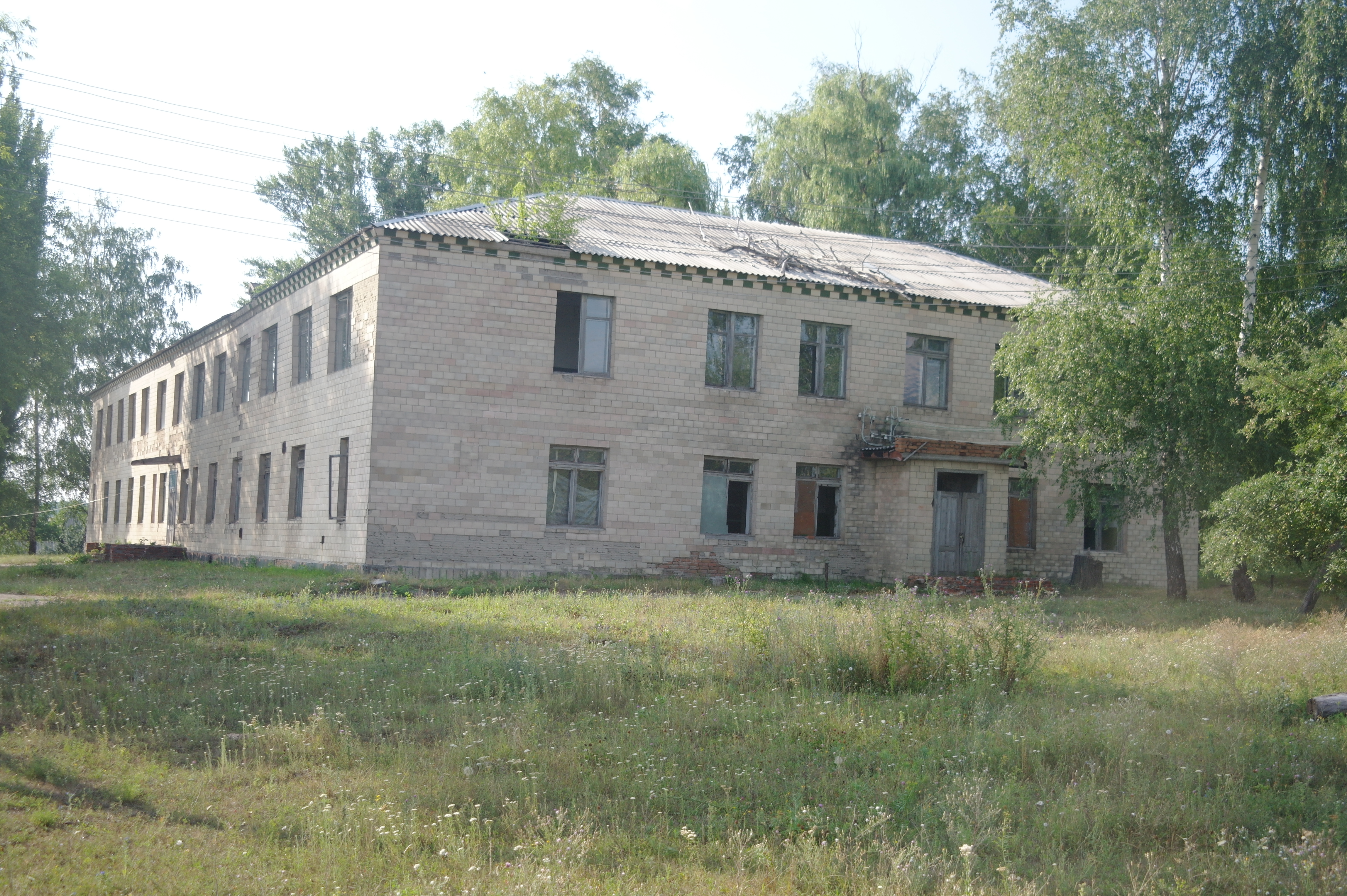
Фельдшерсько-акушерський пункт
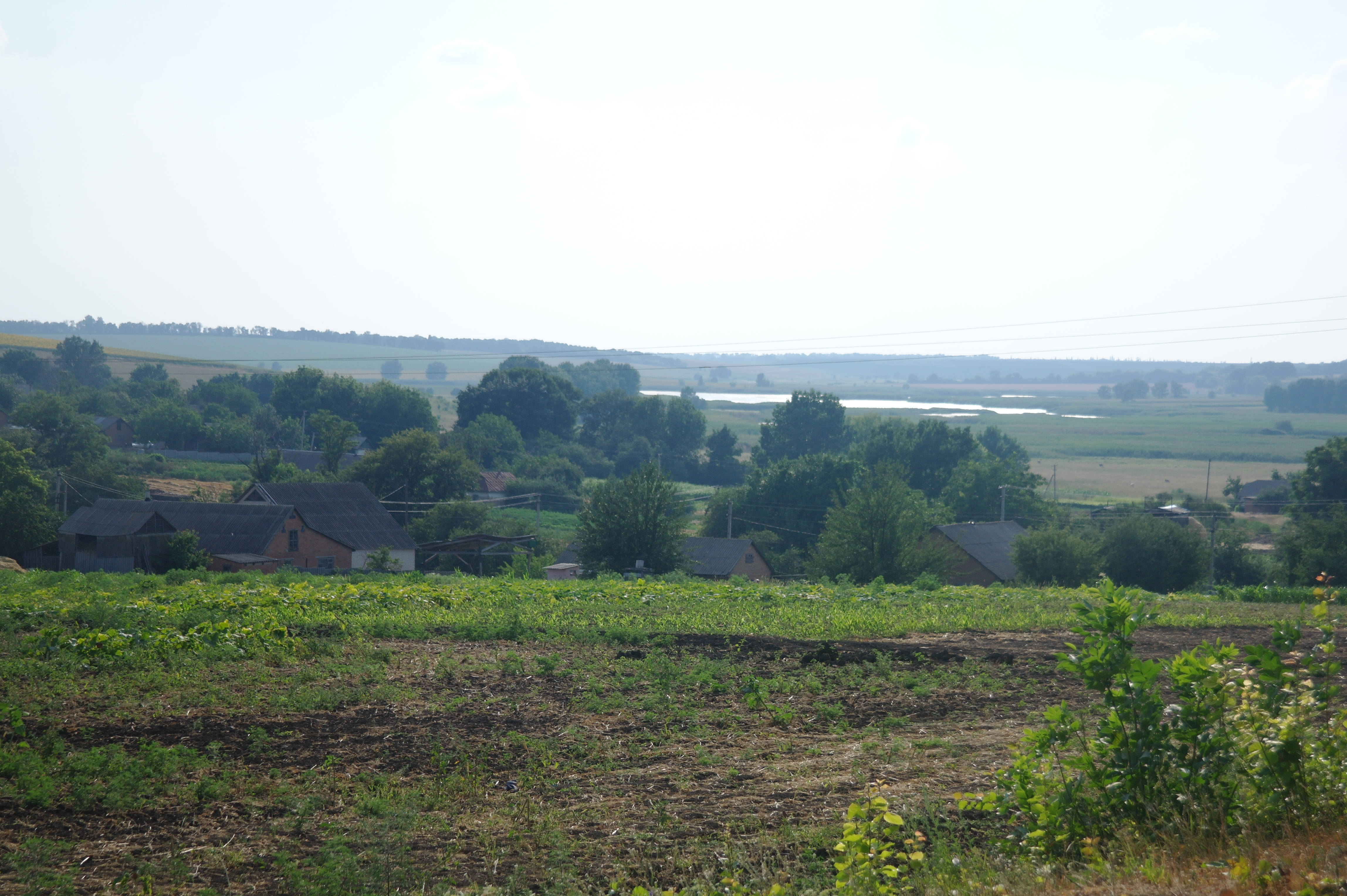
Вигляд села зі східної сторони, від фельдшерсько-акушерського пункту
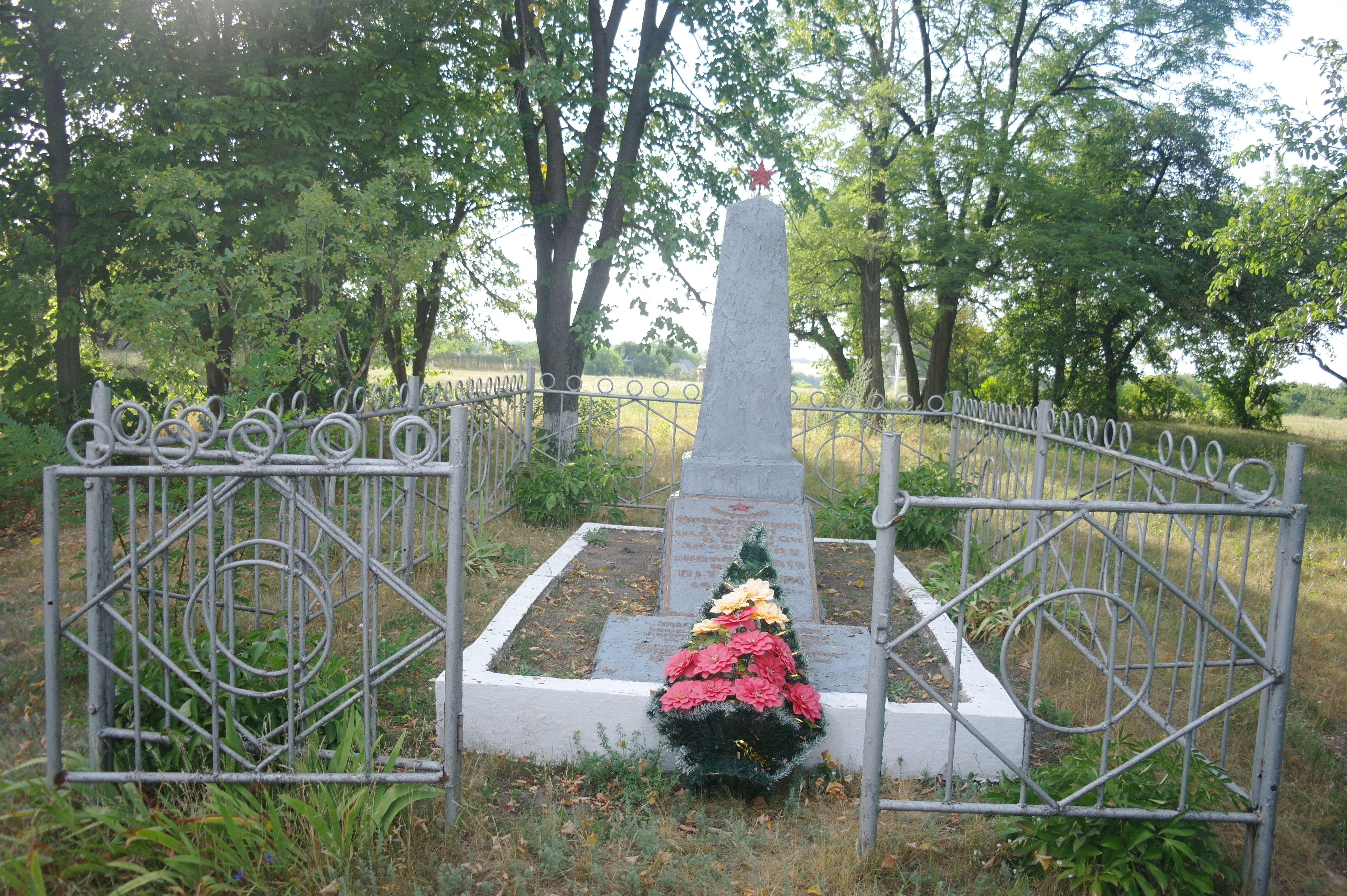
Пам'ятник захоронення загиблих у Другій Світовій
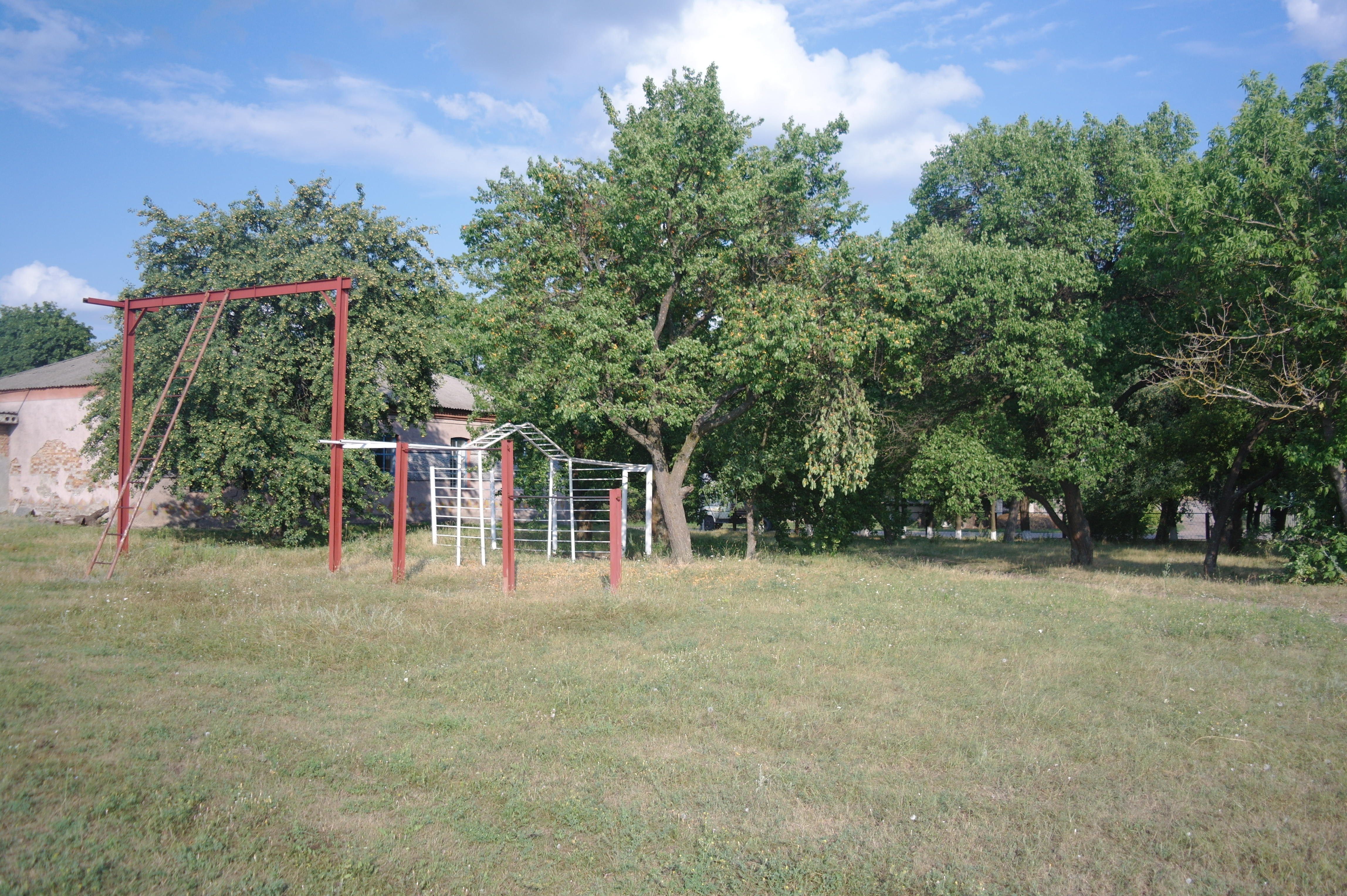
Спортивний майданчик біля Великокобелячківської школи
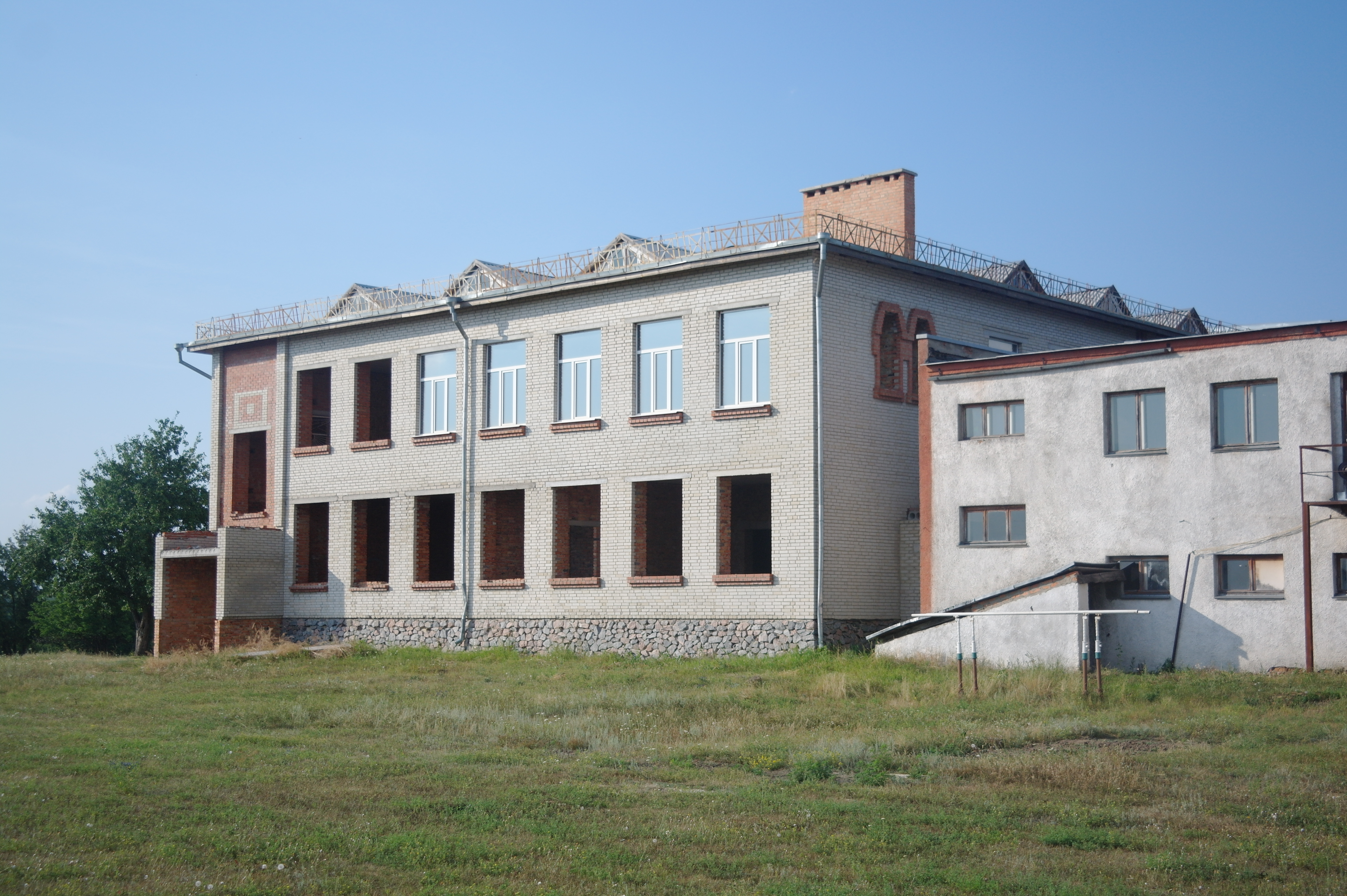
Школа, що будується (з 1989 року), справа спортзал
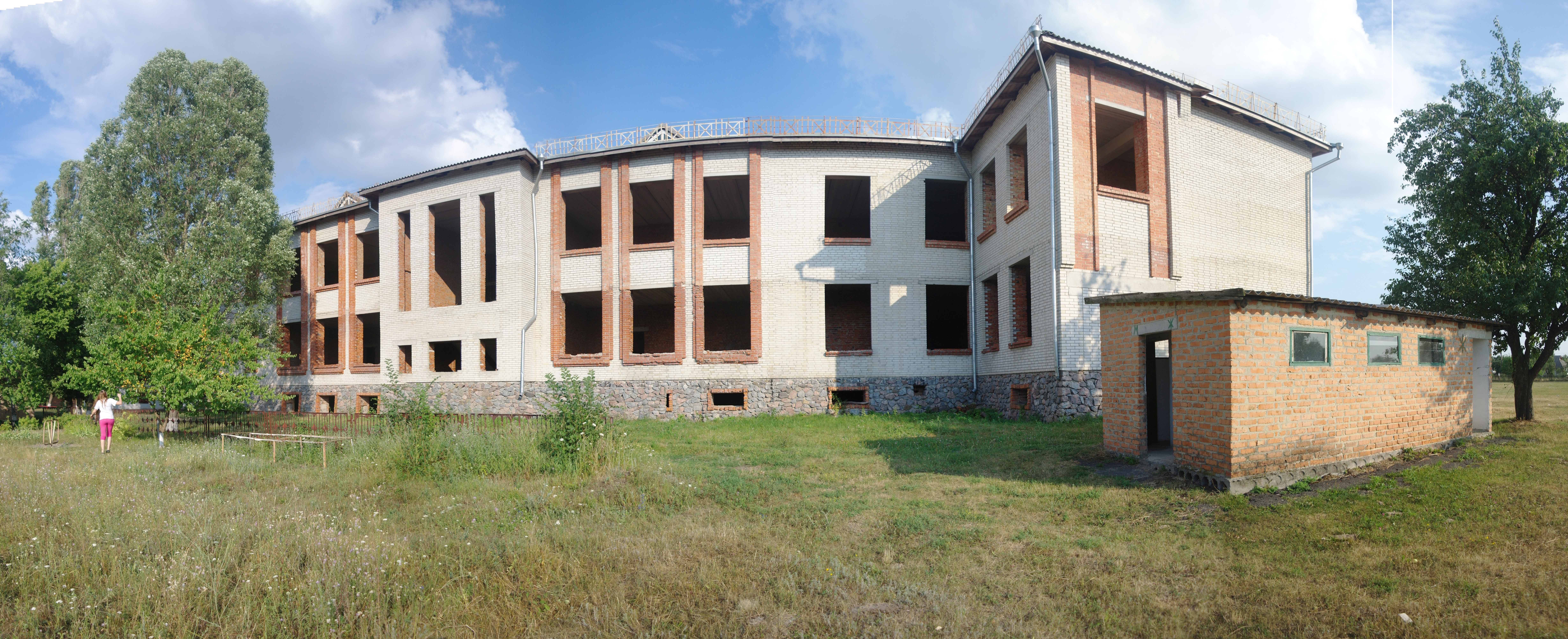
Недобудована школа
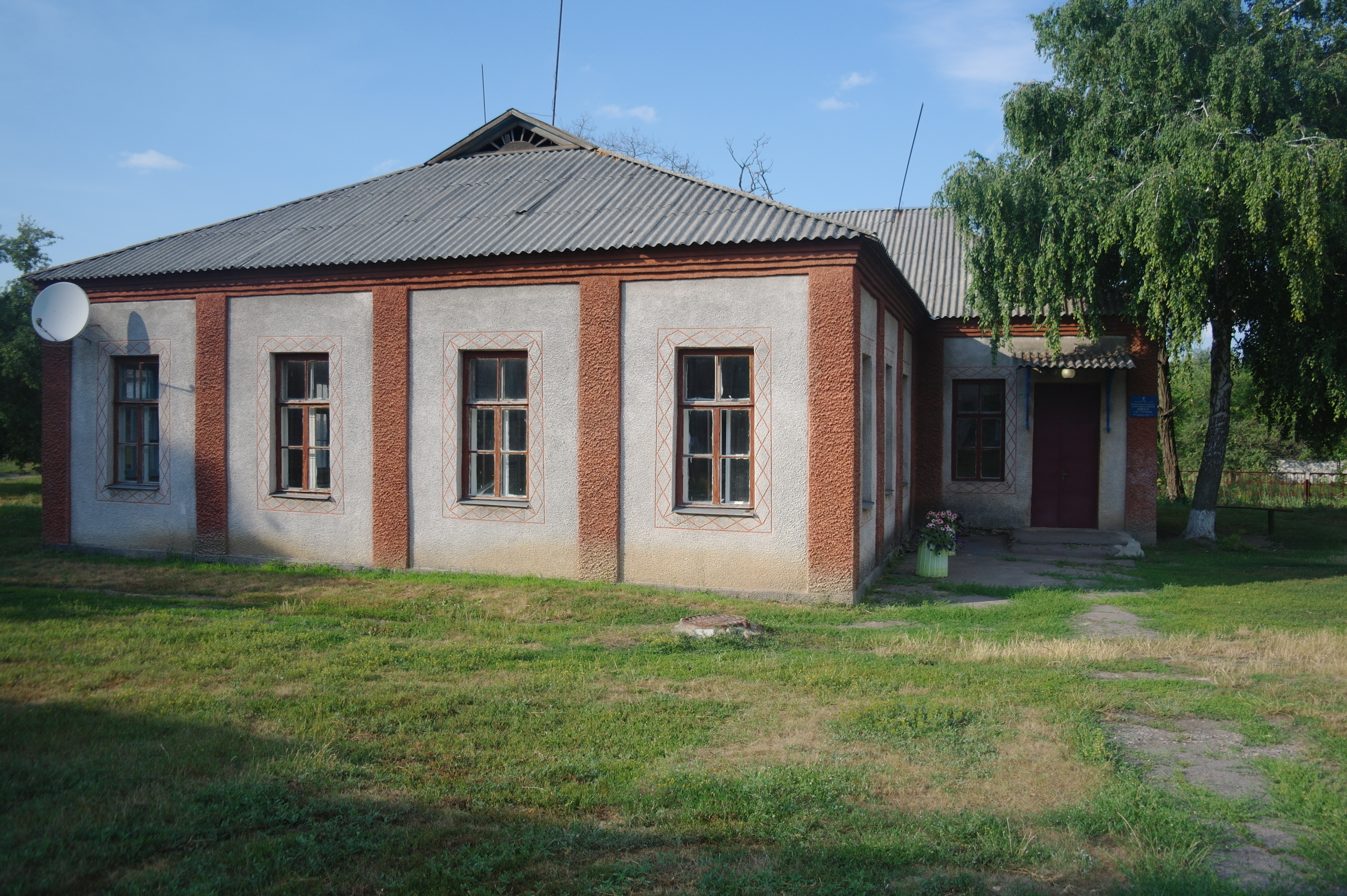
Головний навчальний корпус Великокобелячківської школи I-III ступенів
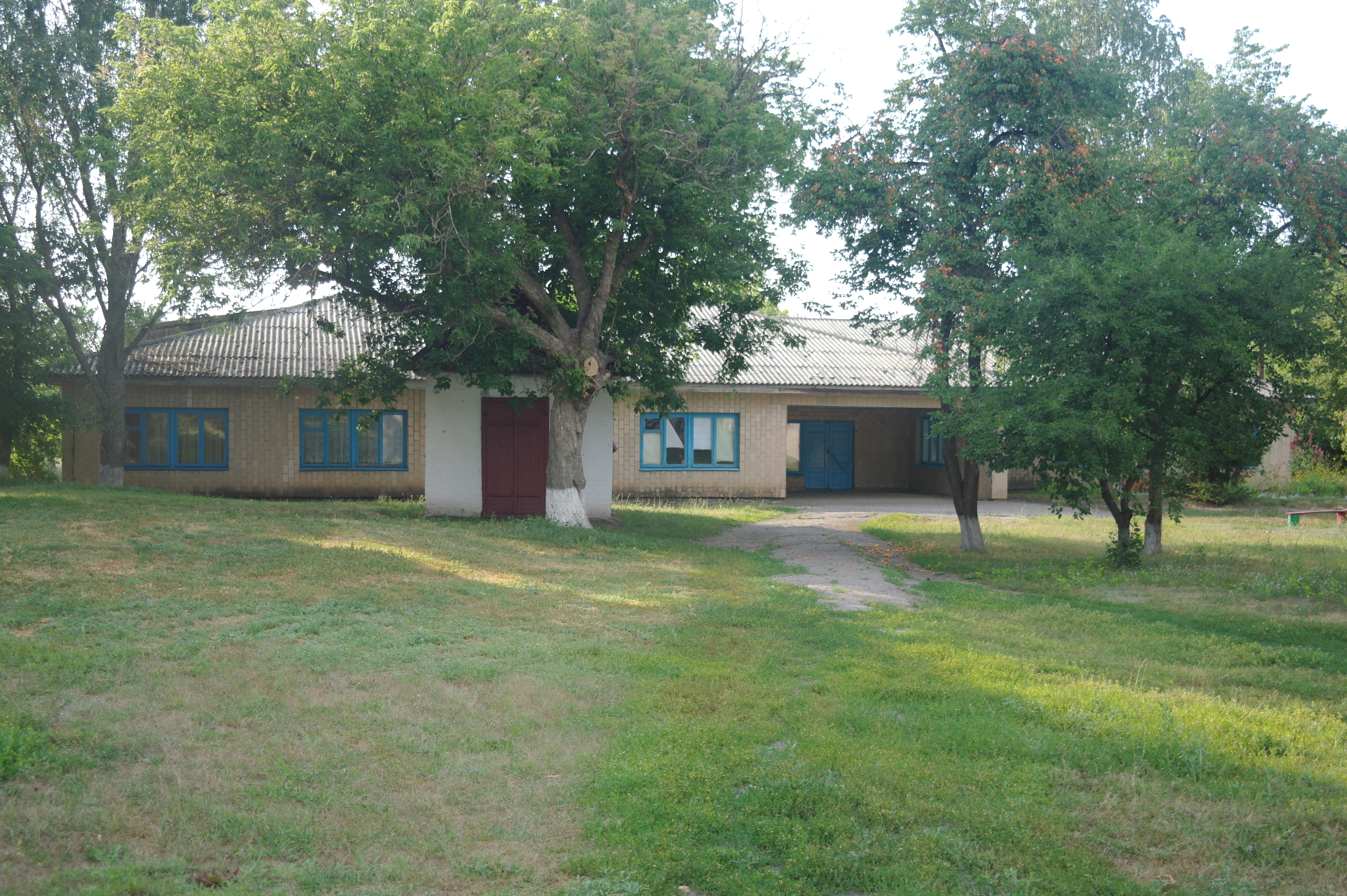
Частина школи в якій навчаються 1-4 класи, їдальня, музичний клас
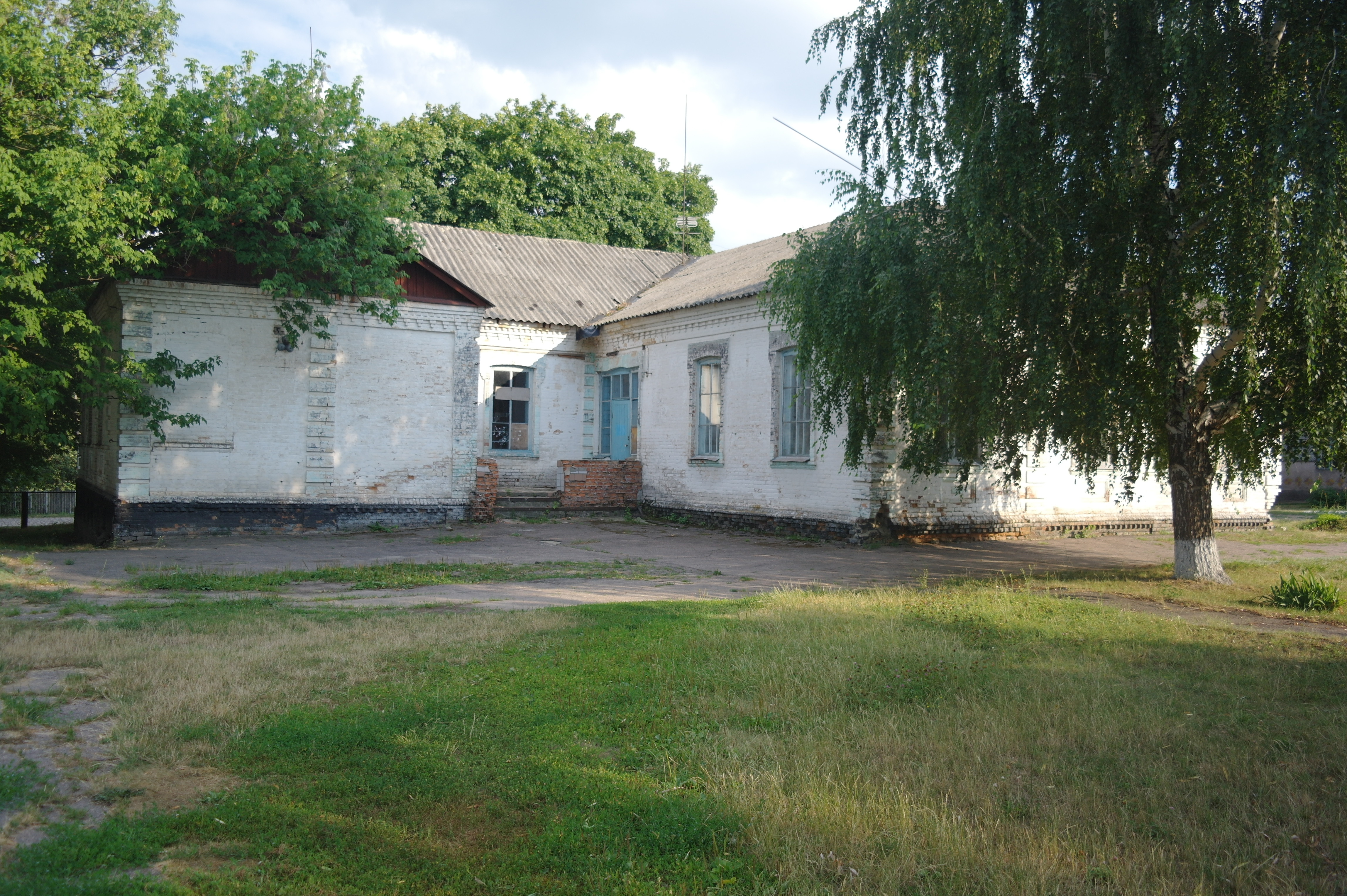
Частина школи, що закрита згідно зі станом будівлі
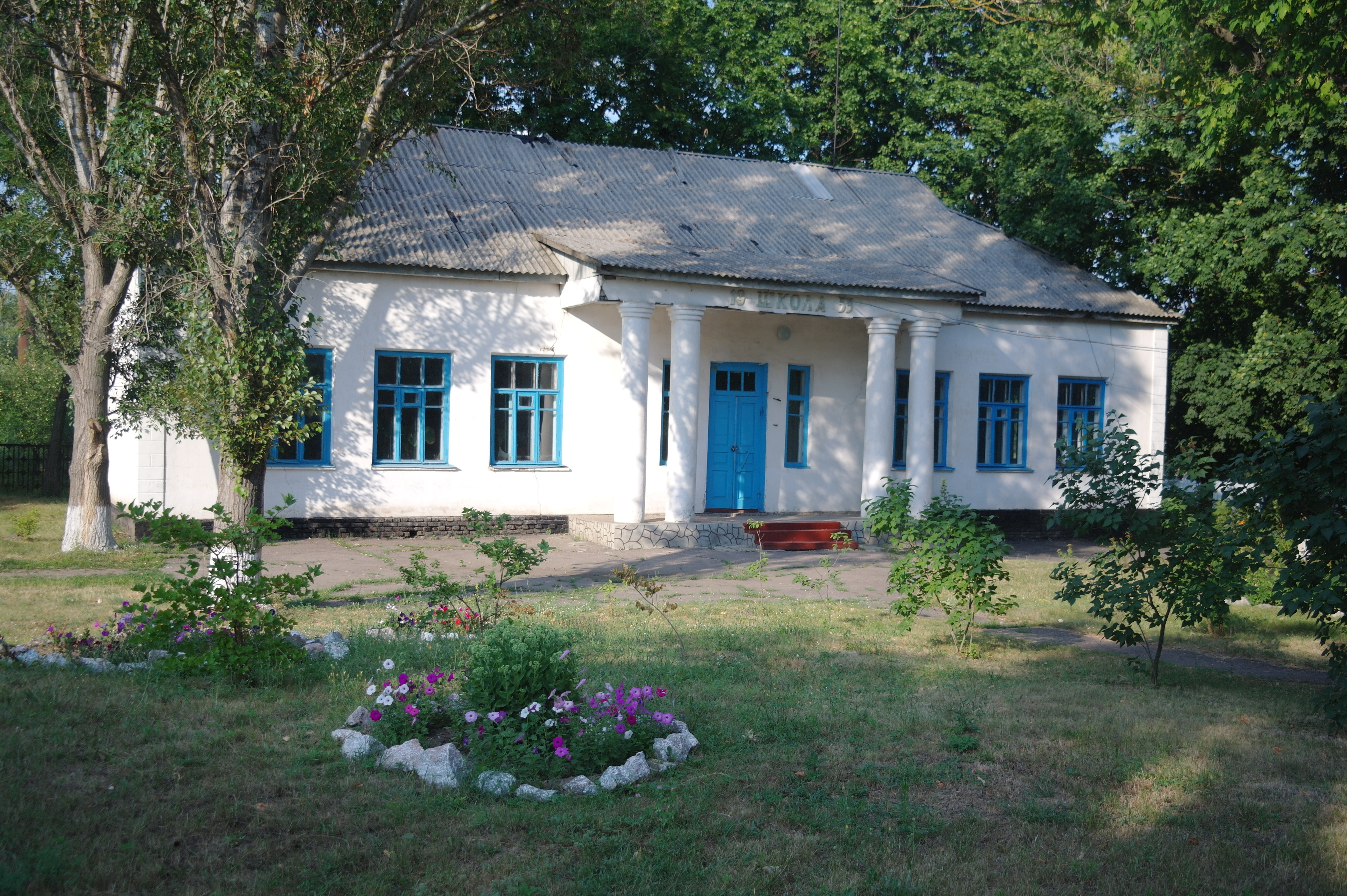
Учительська школи
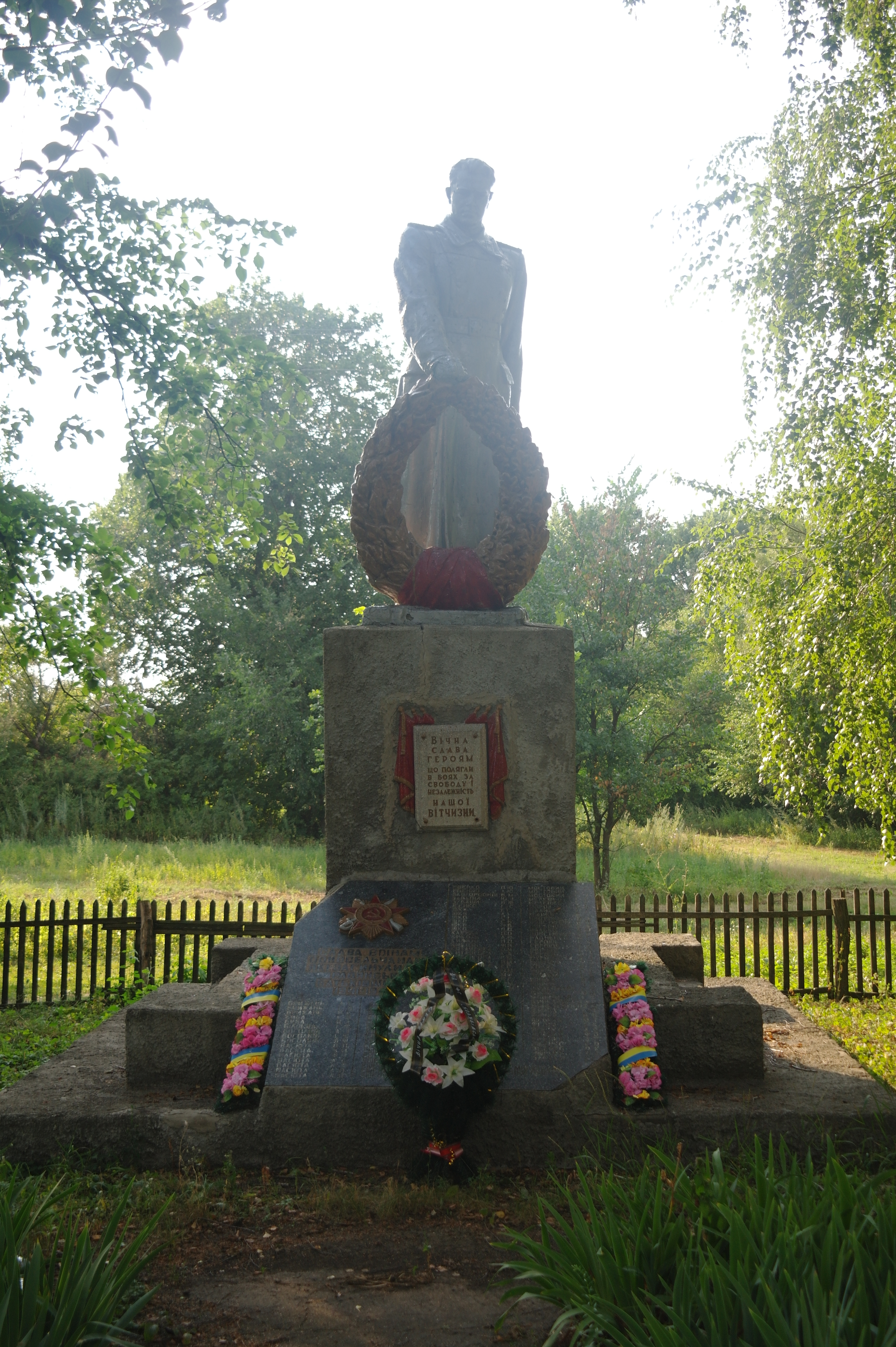
Пам'ятник учасникам Другій Світовій Війни
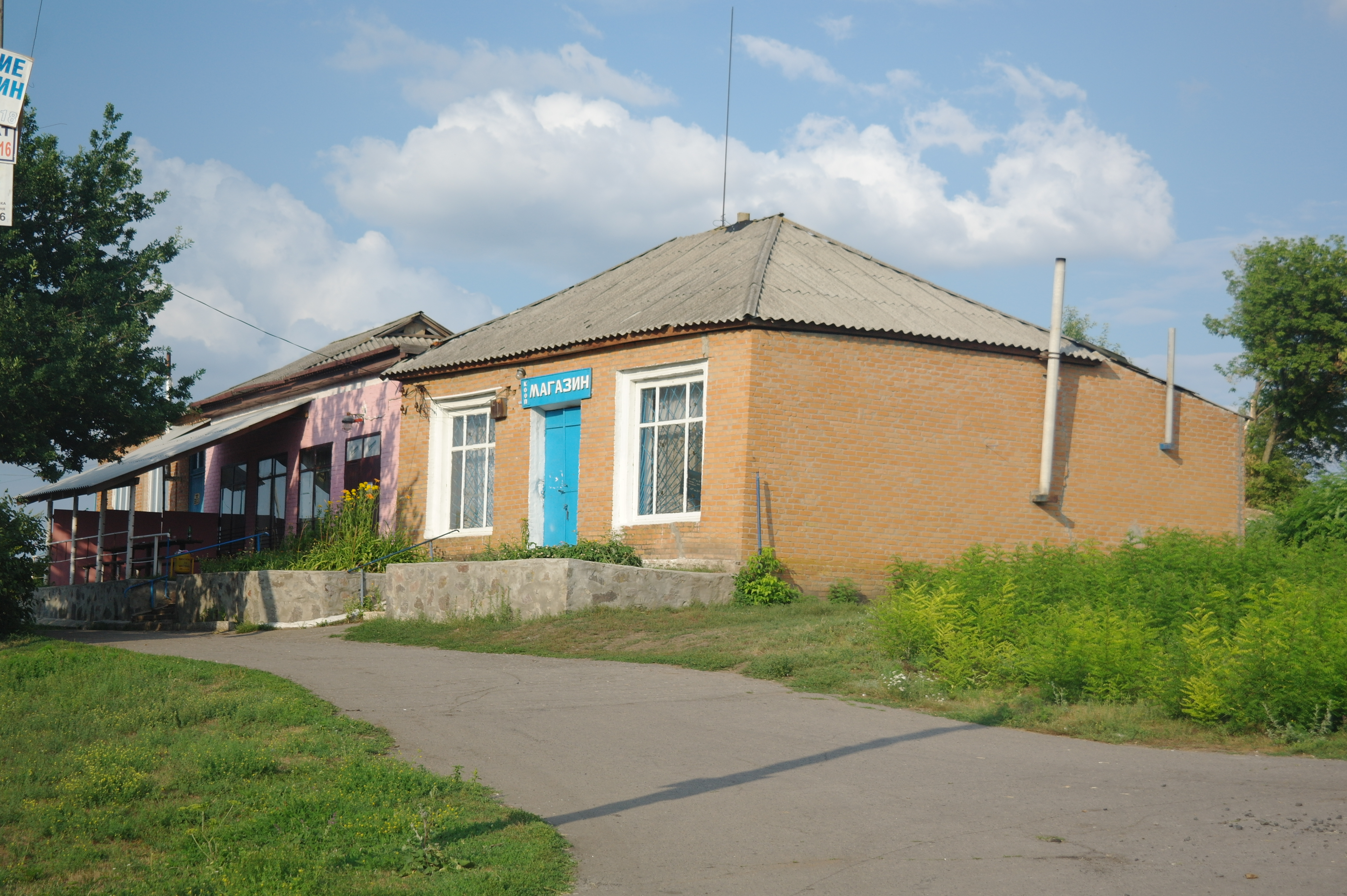
Крамниця у центрі села
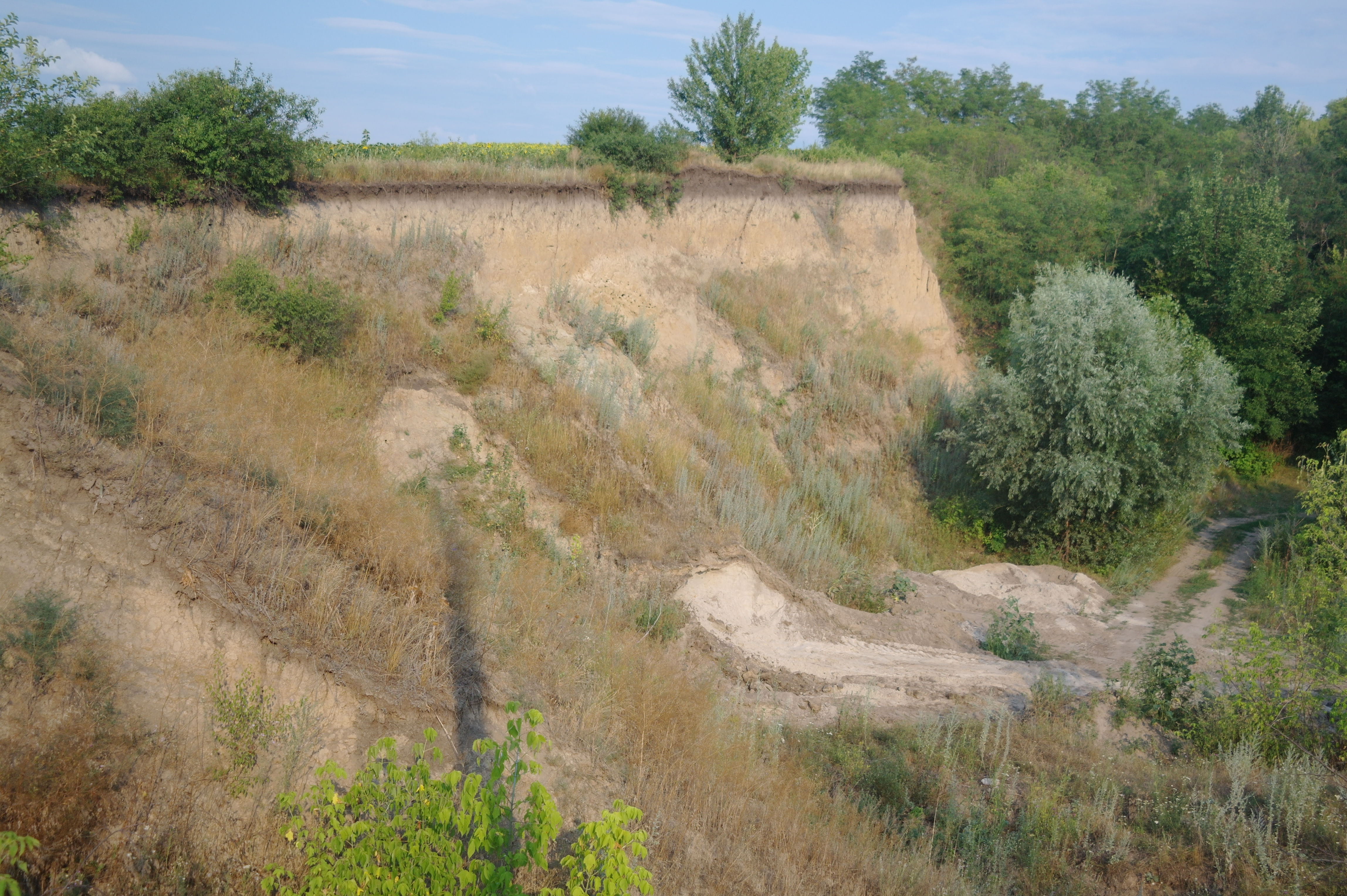
Кар'єр, що був дійсний до 2000 року
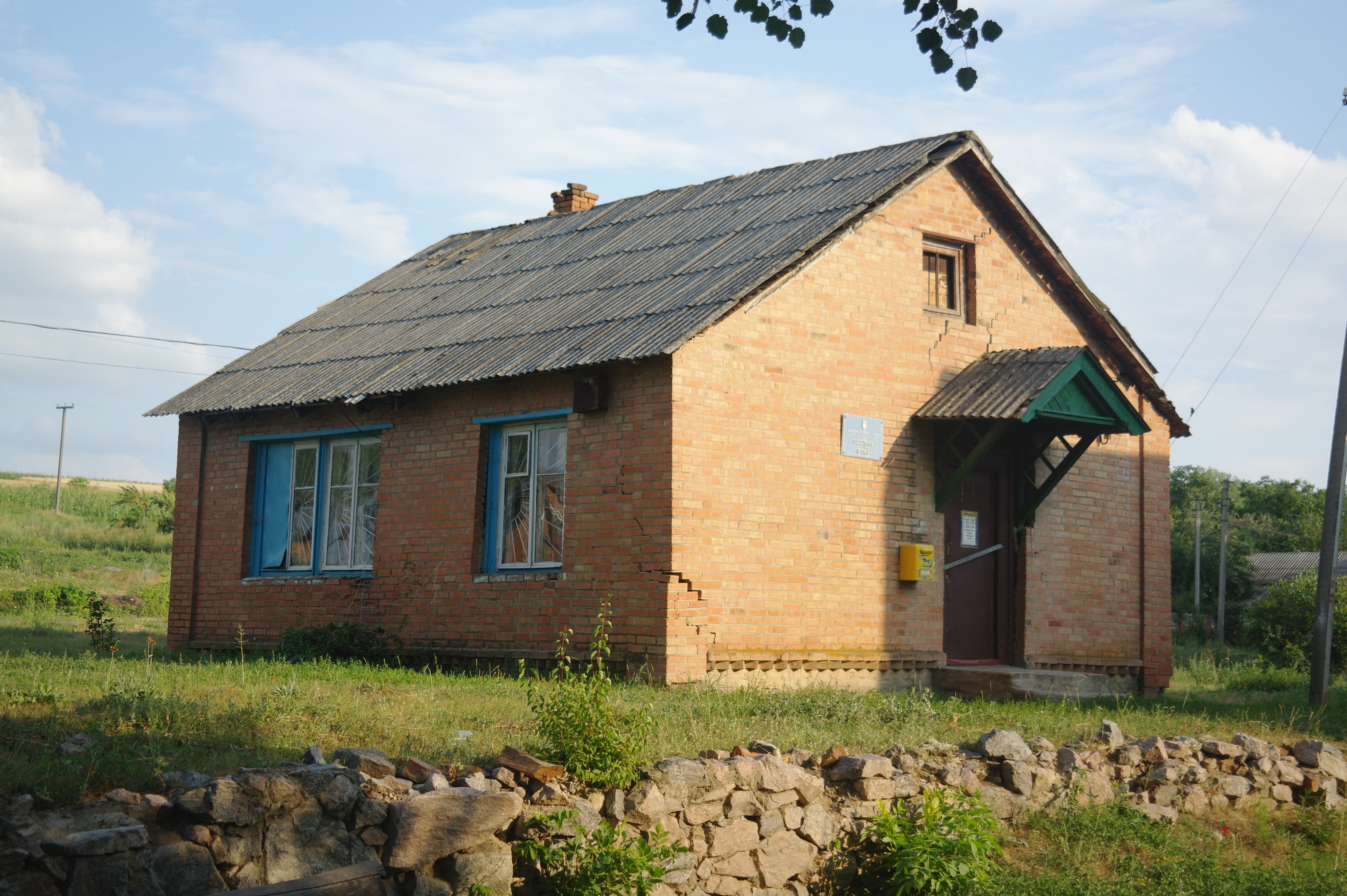
Відділення Укр-пошти
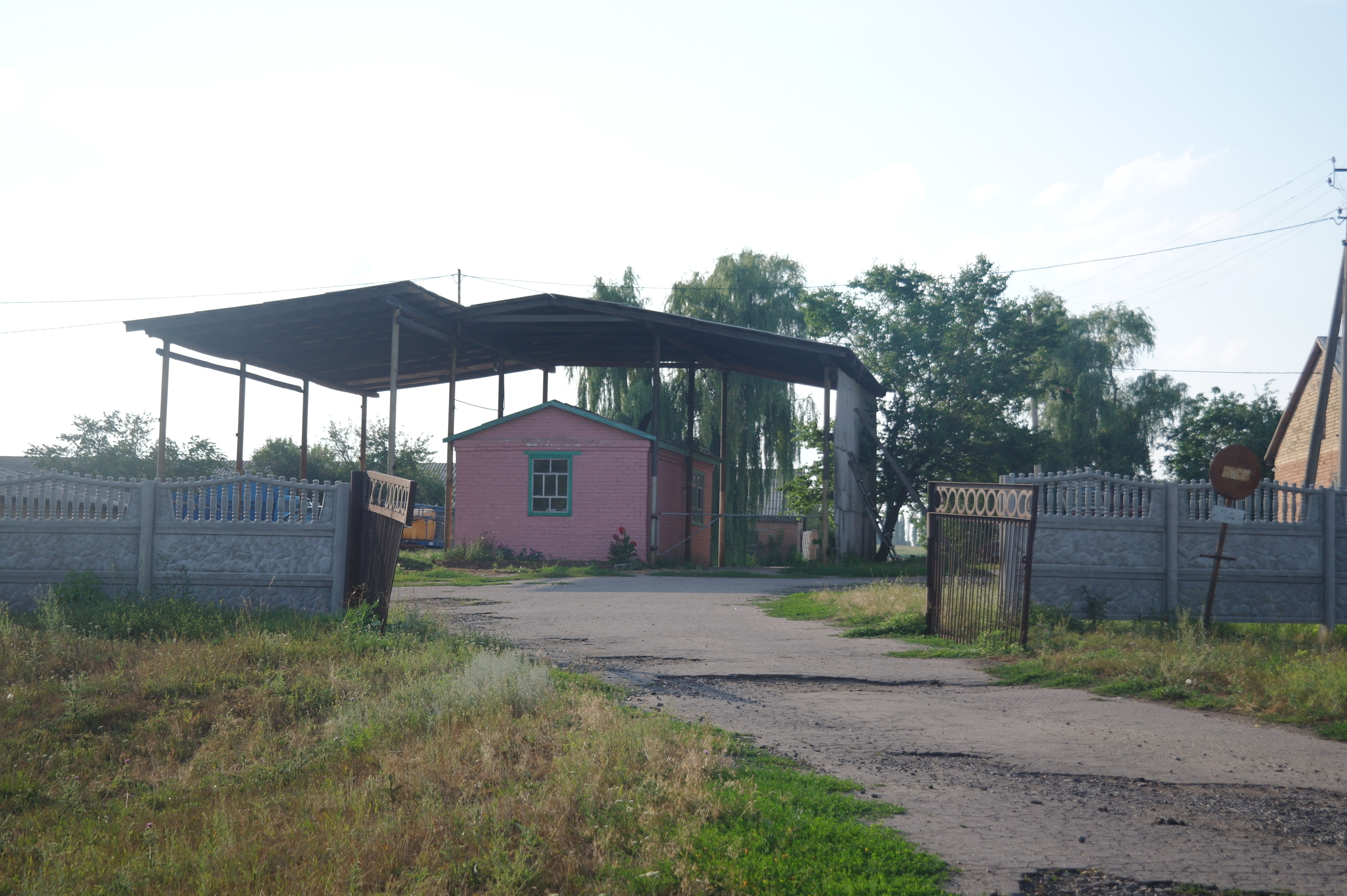
Приватне підприємство "Дукла"
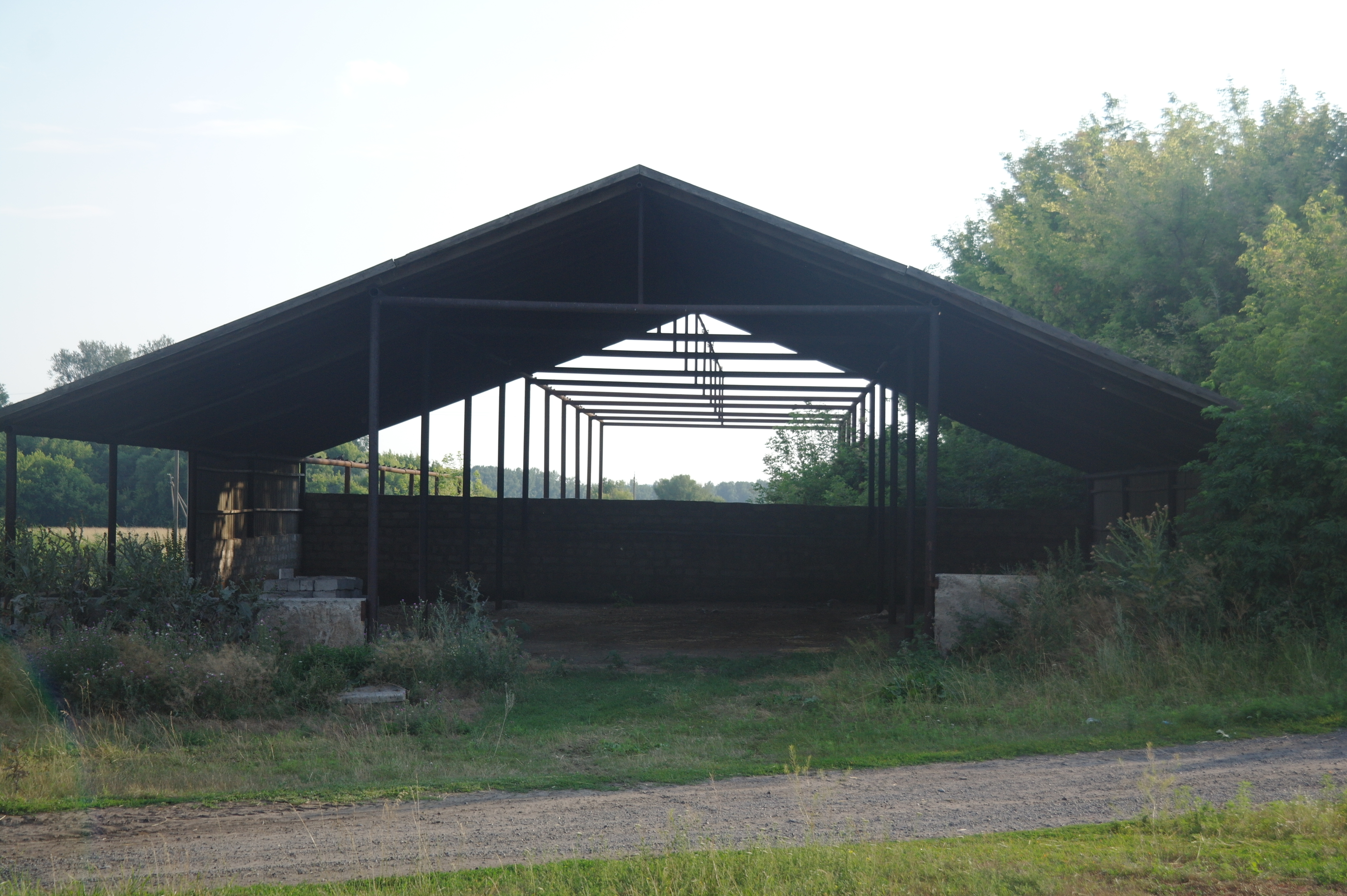
Приватні підприємства
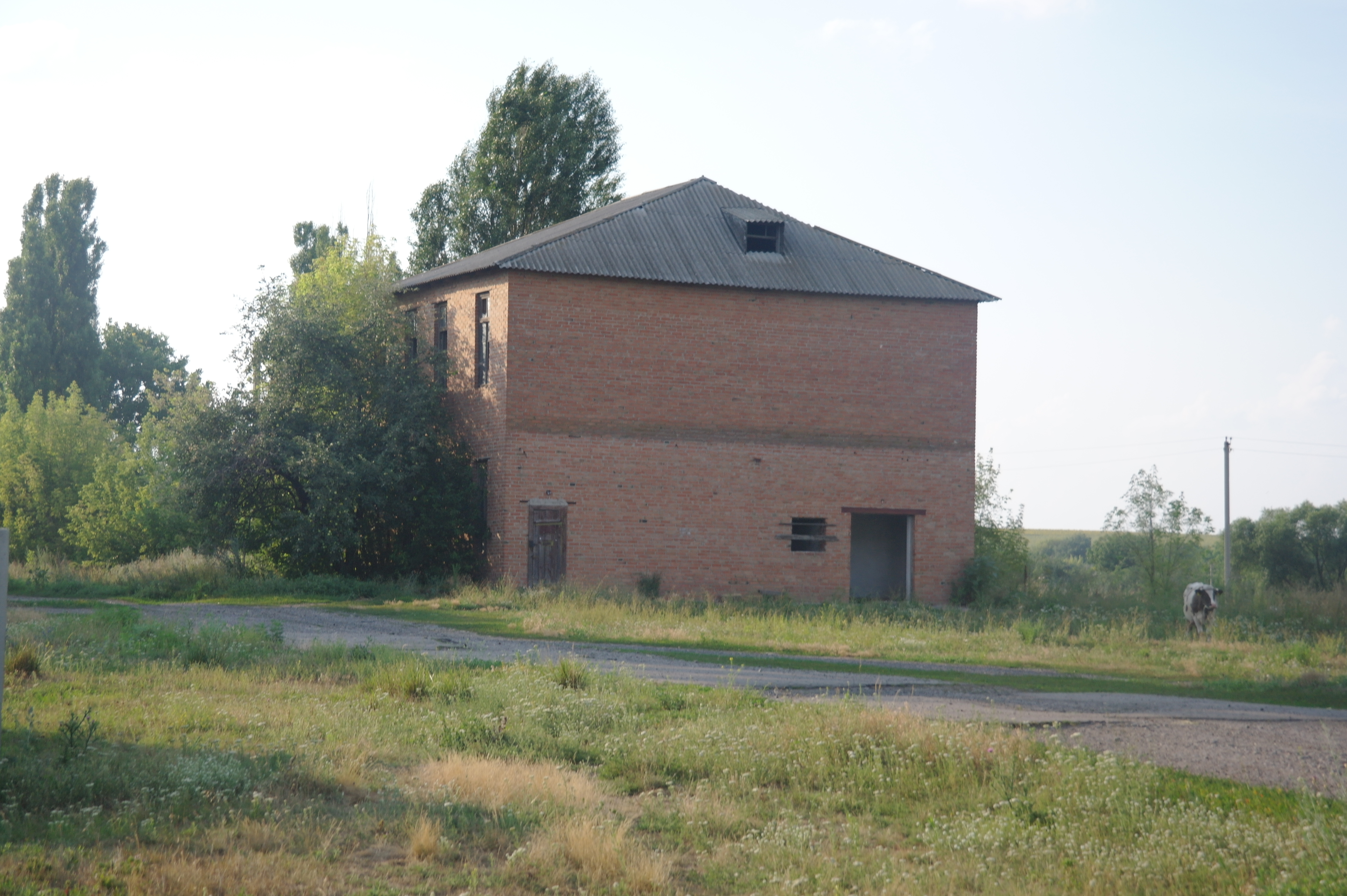
Колишній млин
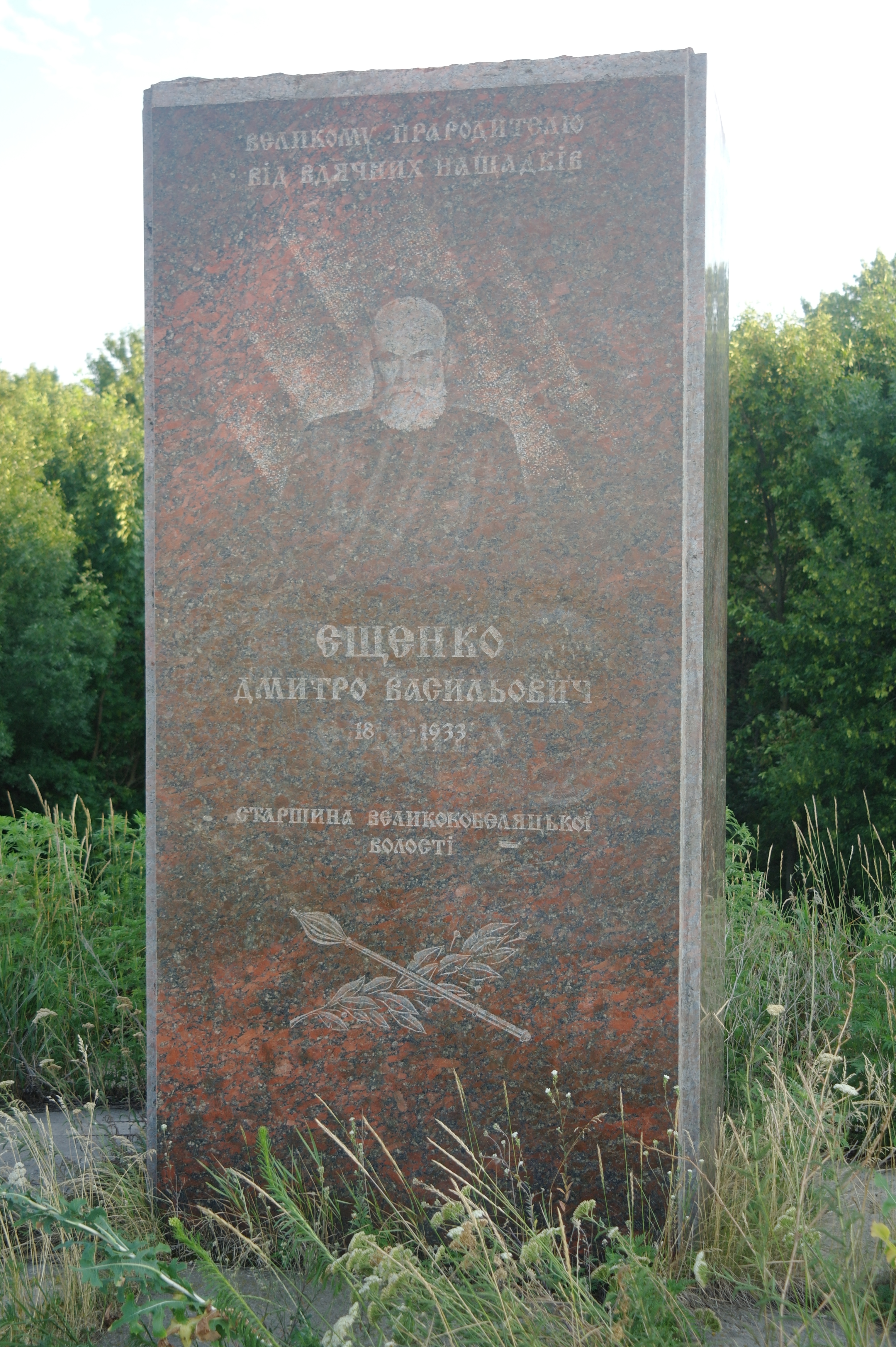
Пам'ятник Єщенку Дмитру Васильовичу, старшині Великокобелячківської волості
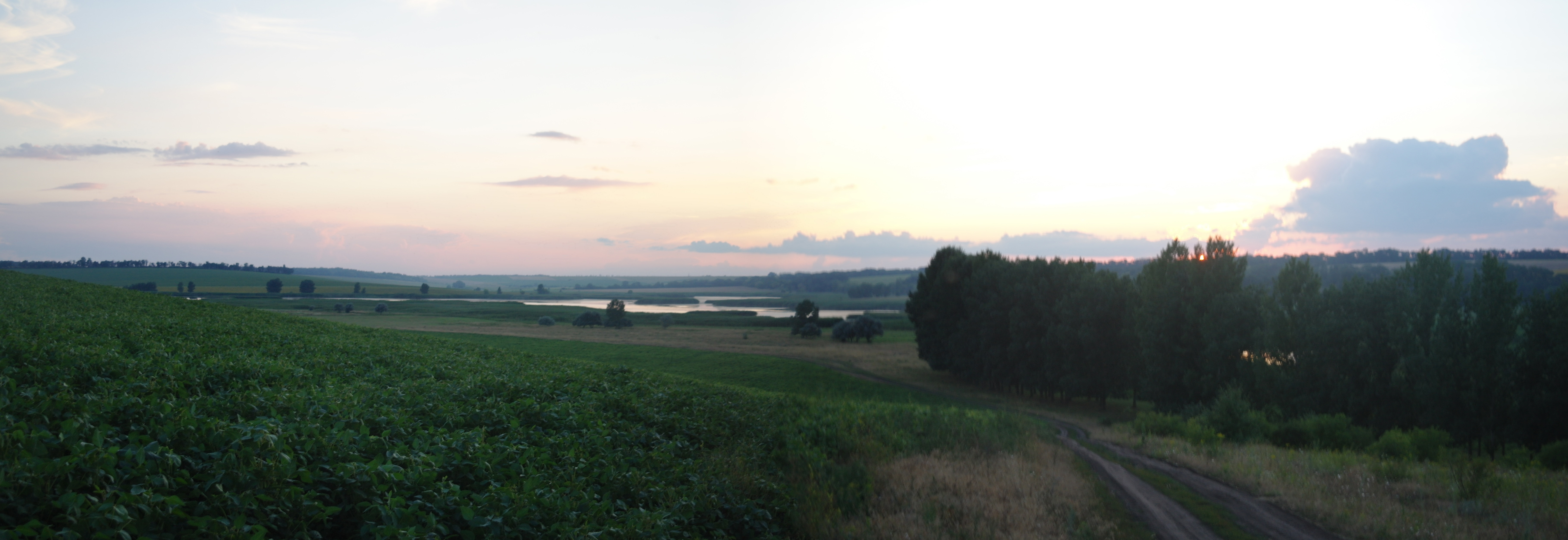
В'їзд у село з південного-заходу
В'їзд у село з південного-заходу, фото 2
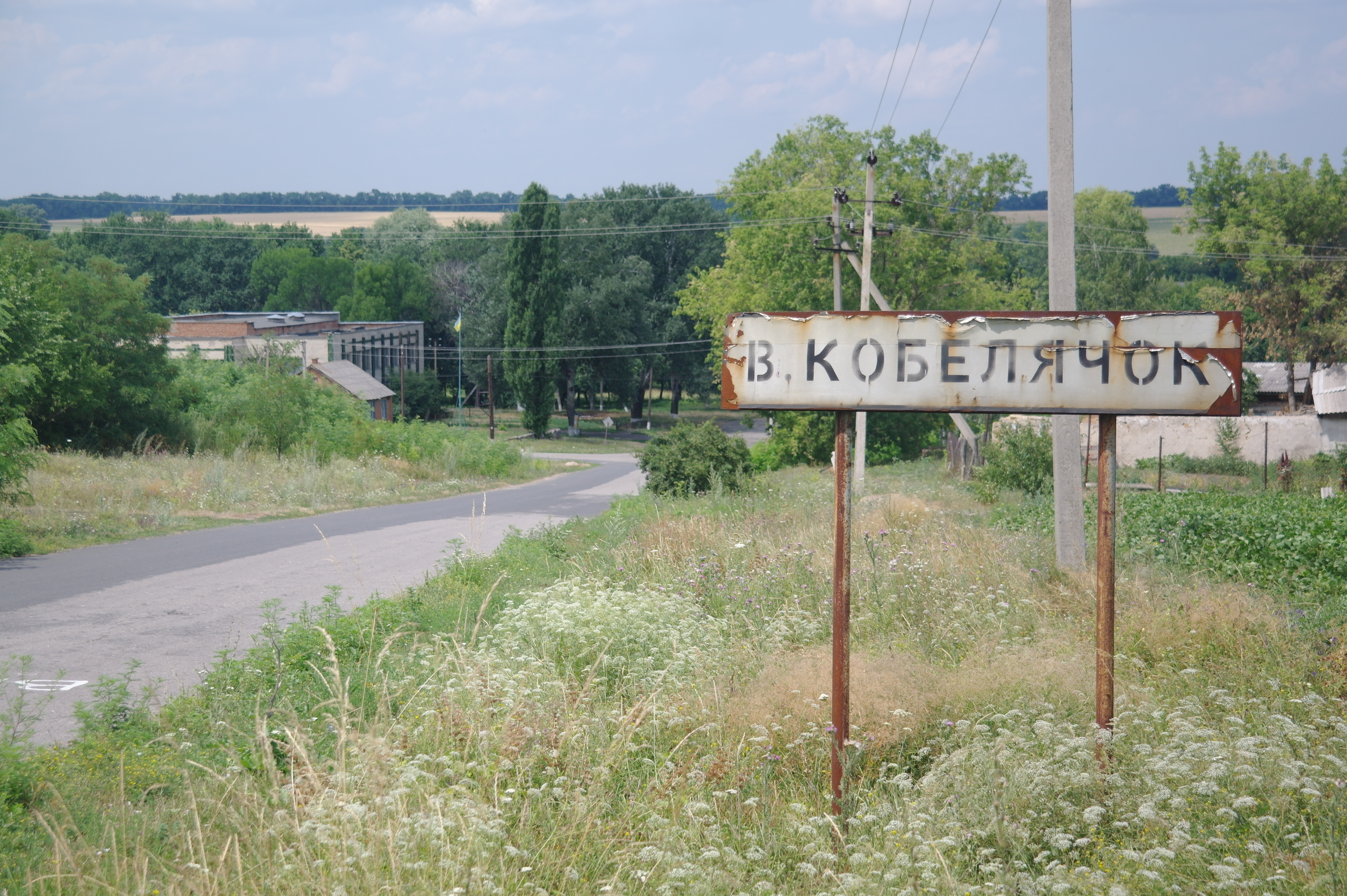
Східний в'їзд у село
В'їзд у село з заходу
В'їзд у село з заходу, фото 2
Село з Північного-Сходу
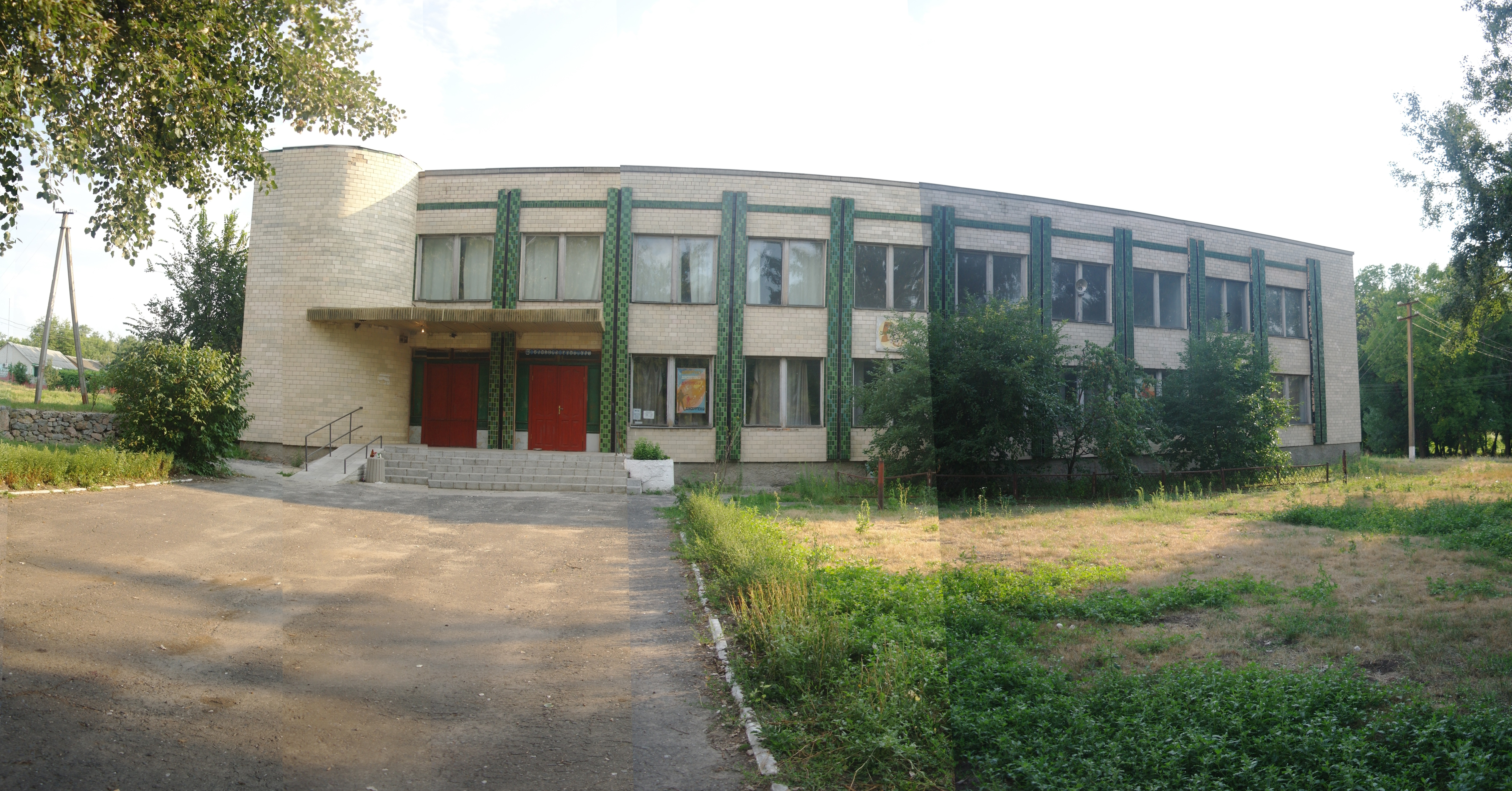
Будинок культури
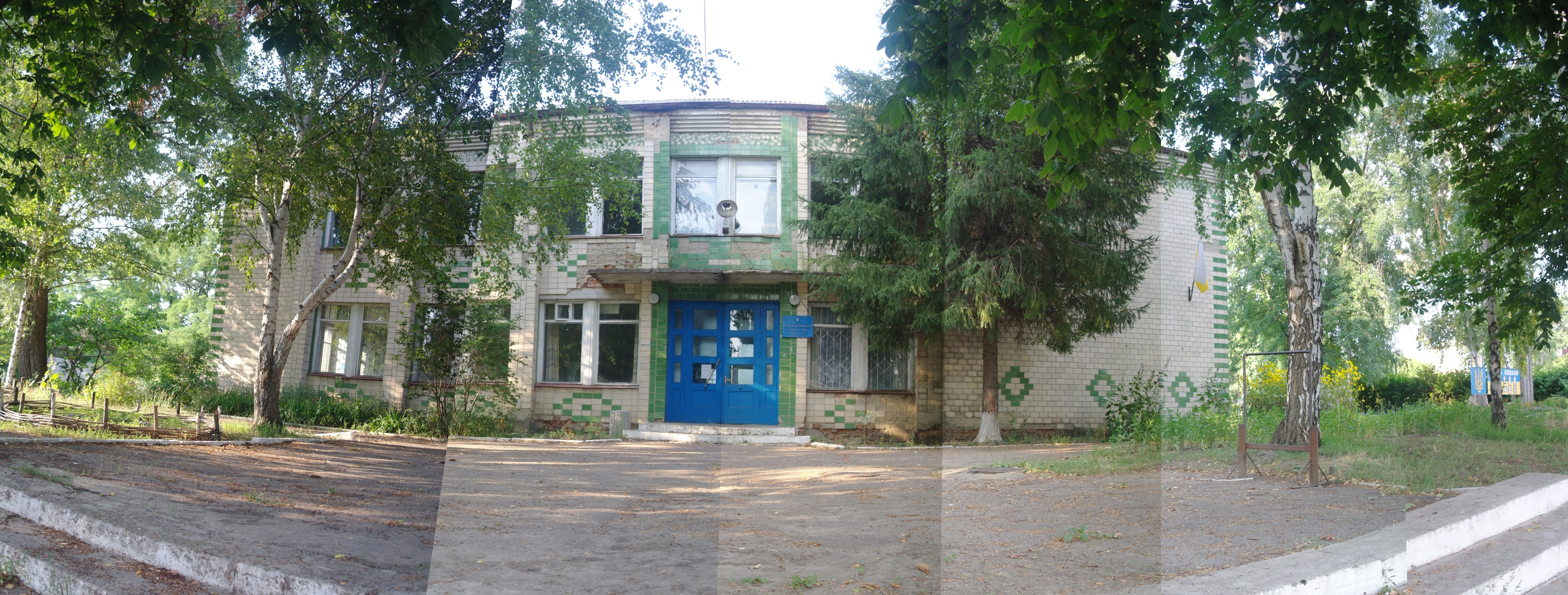
Сілька адміністрація